# William Bernbach
William (Bill) Bernbach, född 13 augusti 1911 i New York, död där den 2 oktober 1982, var en amerikansk reklamare och creative director. Han var en av grundarna till Doyle Dane Bernbach (DDB, i dag DDB Worldwide). Bernbach låg bakom flera av företagets genombrottskampanjer. Bernbach ledde bland annat arbetet med annonserna Think Small och Lemon för Volkswagen.
Bernbach blev känd för sitt kreativa tänkande och för att välja udda teman och var en av dem som drev fram vad som kommit att kallas Den kreativa revolutionen i 1960- och 1970-talets reklamvärld. Hans arbete kännetecknas av enkelhet, som i kampanjerna för Volkswagen. DDB och Bernbach blev under 1960-talet rikligt uppmärksammade för sin kampanj för Volkswagen Think Small med copy av Julian Koenig. Kampanjen har rankats som den bästa reklamkampanj under 1900-talet av Ad Age och sagts "förändrat hela karaktären för reklam, både från hur den skapas till hur den upplevs av konsumenterna."
Bernbach introducerade även den nya arbetsordningen där copywriters och art directors arbetade i tvåmannateam.